# Љубомир Белогаски
Љубомир Белогаски (Делчево, 15. април 1912 — Скопље, 15. фебруар 1994) био је македонски сликар.

## Биографија
Студирао на Уметничкој школи у Београду, на којој је завршио Академски курс (Бета Вукановић, Љубомир Ивановић, Иван Радовић). Графику специјализовао на академији у Љубљани. Усавршавао се у Француској и Италији. Познати су му циклуси акварела са мотивима из Бока которске, Куманова, Криве Паланке, Кратова и Охрида. После Другог светског рата настанио се у Скопљу, где је радио као ликовни педагог у гимназији и Школи за примењену уметност, а од 1958. на Архитектонско-грађевинском факултету.
Самостално је излагао у Скопљу 1937, 1956, 1963, 1976, 1978. Добио је републичку награду 11. октомври за животно дело. Музеју града Скопља поклонио је 159 својих дела. После његове смрти уведена је награда „Љубомир Белогаски“ за успешне младе уметнике.